# In Flames
In Flames je švédská melodic death metalová skupina z Göteborgu, jejíž styl se díky mnoha vlivům postupně měnil a vyvíjel až po jejich poslední album. In Flames byla jedna z prvních skupin hrající melodic death metal a stejně jako v případě At the Gates se nedá diskutovat o jejich obrovském vlivu na tento žánr. Asi nejvíce je skupina známá metalovým fanouškům díky albům The Jester Race, Whoracle, Colony a Clayman. Nicméně všeobecnou pozornost zajistila In Flames alba Reroute to Remain, Soundtrack to Your Escape a jejich poslední alba Come Clarity, Sense of Purpose a Sounds of a Playground Fading.

## Biografie
Po celé rané období In Flames postupovala sestava neustálým změnám. Jejich první stálá sestava byla složena ze zakládajících členů, kytaristy Jesper Strömblada, basisty Johana Larssona a kytaristy Glenna Ljungströma. Tato sestava společně se zpěvákem Mikaem Stannem nahrála první album skupiny Lunar Strain. Na jejich dalším albu Subterranean (EP) z roku 1995 se již místo Mikaela Stanna podílel Henke Forss a nový bubeník Daniel Erlandsson. Po Henkeho opuštění kapely se otevřely dveře Andersi Fridénovi, jenž se stal novým vokalistou skupiny. Za bicí zasedl Bjorn Gelotte. Právě s touto sestavou byla podepsána smlouva s Nuclear Blast a nahráno album The Jester Race. Tímto albem se skupina dostala do světového povědomí, zvláště v Evropě a Japonsku.
Důsledkem stoupajícího úspěchu se Johan Larsson a Glenn Ljungström, kteří již byli členy jiných kapel, rozhodli opustit skupinu kvůli obtížnému působení v rozdílných projektech. Jejich poslední přínos kapele bylo album Whoracle z roku 1997. Byli pozváni basista Peter Iwers a kytarista Niklas Engelin, aby doprovodili skupinu na společném turné s kapelou Dimmu Borgir, které následovalo po vydání Whoracle. Toto seskupení fungovalo o něco lépe, a tak se hudebníci ke konci turné stali stálými členy formace. Společně procestovali Evropu a uskutečnili i první koncert mimo ni - v Japonsku. Avšak ke konci této koncertní cesty opustil kapelu Niklas Engelin z důvodu hudebních odlišností. Jeho kytaristický post převzal doposud bubeník Björn Gelotte a jeho místo za bicími připadlo Daniel Svensson. Bylo natočeno album Colony a následovalo téměř celosvětové turné.
Rok 2000 přinesl vydání desky Clayman. Zároveň se skupina stala opravdu všeobecně známou a hrála se slavnějšími skupinami jako Dream Theater, Slipknot a Testament. Peteru Iwersovi se narodila první dcera a ten dočasně skupinu opustil. Na rok byl nahrazen Dickem Löwgrenem. Po jeho návratu bylo nahráno živé album The Tokyo Showdown. V roce 2002 bylo vydáno Reroute to Remain, první album In Flames, které nebylo produkováno ve Studio Fredman. Na tomto albu bylo poprvé použito čistého vokálu namísto pro death metal typického mručení. Také je zde znát vliv amerického alternativního metalu a je zde použito více kláves a elektroniky než na předchozím albu. To vedlo ke zmatení kritiků, přílivu nových fanoušků a názoru starých příznivců, že jsou In Flames „vyprodaní“. Jejich sedmé album Soundtrack to Your Escape, vydané v roce 2004, učinilo další krok ve zvoleném směru.
V září 2005 byl vydán DVD set nazvaný Used and Abused: In Live We Trust. Skupina se představila na turné Ozzfest 2005, kde hrála na hlavním pódiu a doprovázela Motörhead na jejich výročním (30 let) turné na podzim onoho roku. Ještě před vydáním alba Come Clarity v roce 2006 bylo na celém světě prodáno přes milion kopií nahrávek. Come Clarity bylo nadšeně přijato jak fanoušky, tak kritiky, zejména těmi, kteří cítili nástup posledních dvou desek. V prvním týdnu prodeje se umisťovalo na špičce žebříčků ve Švédsku a Finsku. Skupina se umístila na 58. pozici v žebříčku US Billboard s 24 000 prodaných kopií v prvním týdnu prodeje.
Po vydání Come Clarity se kapela zúčastnila části turné Unholy Alliance 2006 v Evropě po boku Slayer, Children of Bodom, Lamb of God a Thine Eyes Bleed. Zakládající člen Jesper Strömblad nehrál na některých koncertech v Evropě, podivuhodně ani v Londýně v Carling Brixton Academy. Bylo to způsobeno osobními problémy, ale navzdory pověstem se In Flames nerozpadli a vyrazili na své plánované turné po Spojených státech s Jesperem Strömbladem na své pozici.
V roce 2010 přesněji 12. 2. 2010 Jesper Strömblad šokoval svým odchodem z kapely. Jesper na oficiálních stránkách IN FLAMES oznámil, že definitivně skupinu opouští, tudíž se rozpadá sestava, kterou známe již 13 let od roku 1997. Jesper: "Rozhodl jsem se, že bude nejlepší, když odejdu z IN FLAMES natrvalo. Posledních 17 let byl nářez, a jsem hrdej, že jsem byl součástí této skvělé poutě, s těmi nejtalentovanějšími lidmi, které si můžete přát". In Flames: "Přicházíme o skvělého kytaristu a hudebníka, ale abychom si udrželi pro nás drahého přítele, je to tak asi nejlepší. Pokud s tím souhlasí Jesper, 100% ho podporujeme. Dveře k In Flames jsou pro Jespera vždy otevřené, podporujeme a vždy budeme."

## Sestava
- Anders Fridén – zpěv (1995–současnost)
- Björn Gelotte – kytary (1998–současnost; bicí 1995–1998)
- Tanner Wayne – bicí (2018–současnost)
- Chris Broderick – kytary (2022–současnost, host: 2019–2022)
- Liam Wilson – baskytara (2024–současnost, host: 2023–2024)

### Dřívější členové

#### Zpěváci
- Mikael Stanne (1993–1994)
- Henke Forss (1994–1995)

#### Kytaristé
- Anders Iwers (1990–1992)
- Martin Mathisen (1993–1994)
- Carl Näslund (1993–1994)
- Glenn Ljungström (1990–1997)
- Jesper Strömblad (1990–2010)
- Niclas Engelin (1997–1998, 2011–2022, host: 2010–2011)

#### Basisté
- Johan Larsson (1990–1997)
- Peter Iwers (1997–2016)
- Bryce Paul (2017–2023)

#### Bubeníci
- Daniel Erlandsson (1995)
- Daniel Svensson (1998–2015)
- Joe Rickard (2016–2018)

## Diskografie
- Lunar Strain (Wrong Again Records, 1994)
- Subterranean (EP) (Wrong Again Records, 1995)
- The Jester Race (Nuclear Blast, 1996)
- Black-Ash Inheritance (MCD) (Nuclear Blast, 1996)
- Whoracle (Nuclear Blast, 1997)
- Colony (Nuclear Blast, 1999)
- Clayman (Nuclear Blast, 2000)
- The Tokyo Showdown (Live) (Nuclear Blast, 2001)
- Reroute to Remain (Nuclear Blast, 2002)
- Trigger (EP) (Nuclear Blast, 2003)
- Soundtrack to Your Escape (Nuclear Blast, 2004)
- Come Clarity (Nuclear Blast, 2006)
- A Sense of Purpose (Nuclear Blast, 2008)
- Sounds of a Playground Fading (Century Media, 2011)
- Siren Charms (2014)
- Battles (2016)
- I, the Mask (2019)
- Foregone (2023)